# Хамикоев, Илья Янович
Илья (Ильяс) Янович Хамикоев (азерб. İlya Xamikoyev; 9 октября 1991) — российский и азербайджанский борец вольного стиля, чемпион Азербайджана.

## Спортивная карьера
25 декабря 2012 года в Баку дошёл до финала чемпионата Азербайджана, в котором проиграл Чамсулваре Чамсулвараеву, став серебряным призёром. 15 февраля 2012 года в Киеве он стал бронзовым призёром международного турнира. В конце февраля 2012 года был включен в состав сборной Азербайджана на чемпионат Европы в Белграде. 14 октября 2012 года в Грозном стал бронзовым призёром турнир на Кубок Рамзана Кадырова на призы Адлана Вараева. 20 декабря 2012 года в Баку, одолев в финале Романа Бекирова, стал чемпионом Азербайджана. В середине февраля 2013 во второй раз подряд завоевал бронзовую медаль международного турнира в Киеве. В середине февраля 2013 года главный тренер сборной Азербайджана Сайпулла Абсаидов включил Хатикоева на Кубок мира. 5 октября 2013 года, уступив в финале иранцу Алирезе Карими, стал серебряным призёром Международного турнир памяти Дмитрия Коркина в Якутске. 16 ноября во Владикавказе, проиграв в финале Георгию Рубаеву, получил серебряную медаль открытого всероссийского турнира «Сослан Андиев». 1 апреля 2014 года ему было присвоено звание мастер спорта России.

## Спортивные результаты
- Чемпионат Азербайджана по борьбе 2011 — ;
- Чемпионат Азербайджана по борьбе 2012 — ;